# Arquidiócesis de Londrina
La arquidiócesis de Londrina (en latín: Archidioecesis Londrinensis y en portugués: Arquidiocese de Londrina) es una circunscripción eclesiástica de la Iglesia católica en Brasil. Se trata de una arquidiócesis latina, sede metropolitana de la provincia eclesiástica de Londrina. Desde el 14 de junio de 2017 su arzobispo es Geremias Steinmetz.

## Territorio y organización
La arquidiócesis tiene 6714 km² y extiende su jurisdicción sobre los fieles católicos de rito latino residentes en 16 municipios del estado de Paraná: Londrina, Cambé, Rolândia, Ibiporã, Sertanópolis, Primeiro de Maio, Bela Vista do Paraíso, Alvorada do Sul, Porecatu, Florestópolis, Miraselva, Prado Ferreira, Centenário do Sul, Lupionópolis, Jaguapitã y Tamarana.
La sede de la arquidiócesis se encuentra en la ciudad de Londrina, en donde se halla la Catedral del Sagrado Corazón de Jesús.
En 2019 en la arquidiócesis existían 83 parroquias agrupadas en 11 decanatos: Centro, Sul, Norte, Leste, Oeste, Tamarana, Porecatu, Rolândia, Sertanópolis, Ibiporã y Cambé.
La arquidiócesis tiene como sufragáneas a las diócesis de: Apucarana, Cornélio Procópio y Jacarezinho.

## Historia
El municipio de Londrina fue fundado en 1930 y cuatro años más tarde el obispo de Jacarezinho, Fernando Taddei, erigió la parroquia del Sagrado Corazón, futura catedral.
La diócesis de Londrina fue erigida el 1 de febrero de 1956 con la bula Latissimas partire del papa Pío XII, obteniendo el territorio de la diócesis de Jacarezinho. Originalmente era sufragánea de la arquidiócesis de Curitiba.
El 28 de noviembre de 1964 cedió una parte de su territorio para la erección de la diócesis de Apucarana mediante la bula Munus apostolicum del papa Pablo VI.
El 31 de octubre de 1970 la diócesis fue elevada al rango de arquidiócesis metropolitana con la bula Aeternae animorum del papa Pablo VI.

## Estadísticas
Según el Anuario Pontificio 2020 la arquidiócesis tenía a fines de 2019 un total de 640 941 fieles bautizados.
| Año                                                                             | Población            | Población | Población      | Sacerdotes | Sacerdotes    | Sacerdotes    | Bautizados por sacerdote | Diáconos permanentes | Religiosos | Religiosos | Parroquias |
| Año                                                                             | Bautizados católicos | Total     | % de católicos | Total      | Clero secular | Clero regular | Bautizados por sacerdote | Diáconos permanentes | Varones    | Mujeres    | Parroquias |
| ------------------------------------------------------------------------------- | -------------------- | --------- | -------------- | ---------- | ------------- | ------------- | ------------------------ | -------------------- | ---------- | ---------- | ---------- |
| 1966                                                                            | 391 650              | 457 700   | 85.6           | 75         | 15            | 60            | 5222                     |                      | 75         | 267        | 35         |
| 1970                                                                            | ?                    | 650 000   | ?              | 87         | 17            | 70            | ?                        |                      | 75         | 264        | 42         |
| 1976                                                                            | 450 000              | 504 275   | 89.2           | 79         | 13            | 66            | 5696                     | 1                    | 67         | 288        | 43         |
| 1977                                                                            | 510 000              | 638 000   | 79.9           | 82         | 18            | 64            | 6219                     |                      | 93         | 213        | 45         |
| 1990                                                                            | 690 000              | 814 000   | 84.8           | 80         | 18            | 62            | 8625                     | 2                    | 94         | 217        | 54         |
| 1999                                                                            | 740 400              | 900 000   | 82.3           | 104        | 37            | 67            | 7119                     | 3                    | 102        | 178        | 62         |
| 2000                                                                            | 740 400              | 900 000   | 82.3           | 110        | 38            | 72            | 6730                     | 3                    | 91         | 193        | 63         |
| 2001                                                                            | 658 800              | 900 000   | 73.2           | 117        | 38            | 79            | 5630                     | 3                    | 110        | 189        | 65         |
| 2002                                                                            | 658 800              | 900 000   | 73.2           | 126        | 46            | 80            | 5228                     | 22                   | 115        | 179        | 65         |
| 2003                                                                            | 658 800              | 900 000   | 73.2           | 135        | 48            | 87            | 4880                     | 22                   | 115        | 248        | 68         |
| 2004                                                                            | 658 800              | 900 000   | 73.2           | 137        | 49            | 88            | 4808                     | 22                   | 113        | 190        | 68         |
| 2013                                                                            | 722 000              | 984 000   | 73.4           | 148        | 73            | 75            | 4878                     | 56                   | 126        | 230        | 76         |
| 2016                                                                            | 627 066              | 895 808   | 70.0           | 151        | 81            | 70            | 4152                     | 58                   | 150        | 227        | 81         |
| 2019                                                                            | 640 941              | 914 325   | 70.1           | 157        | 85            | 72            | 4082                     | 78                   | 155        | 210        | 83         |
| Fuente: Catholic-Hierarchy, que a su vez toma los datos del Anuario Pontificio. |                      |           |                |            |               |               |                          |                      |            |            |            |

## Episcopologio
- Geraldo Fernandes Bijos, C.M.F. † (16 de noviembre de 1956-28 de marzo de 1982 falleció)
- Geraldo Majella Agnelo (4 de octubre de 1982-16 de septiembre de 1991 nombrado secretario de la Congregación para el Culto Divino y la Disciplina de los Sacramentos)
- Albano Bortoletto Cavallin † (11 de marzo de 1992-10 de mayo de 2006 retirado)
- Orlando Brandes (10 de mayo de 2006-16 de noviembre de 2016 nombrado arzobispo de Aparecida)
- Geremias Steinmetz, desde el 14 de junio de 2017